# Bo Palmgren
Bo Gustaf Palmgren, född 31 juli 1909 i Borgå, död 4 maj 1973 i Helsingfors, var en finländsk jurist. Han var brorson till Axel Palmgren och bror till Gunnar Palmgren.
Palmgren blev juris doktor 1936. Han var 1939–1946 docent i processrätt vid Åbo Akademi och blev 1946 professor i straff- och processrätt vid Helsingfors universitet.
Palmgren innehade flera centrala poster inom det finlandssvenska samhälls- och kulturlivet; var bland annat ordförande i folktingsfullmäktige 1964–1967, ordförande i Finlands svenska centralidrottsförbund 1958–1966 och ordförande i Juridiska föreningen i Finland från 1959.